# Malakichthys mochizuki
Malakichthys mochizuki è un pesce osseo di acqua salata appartenente alla famiglia Acropomatidae.